# Ернст Червет
Ернст Червет (нім. Ernst Chervet; 27 вересня 1940 — 5 жовтня 2016) — швейцарський боксер напівлегкої ваги, олімпієць. Чотириразовий чемпіон Швейцарії з боксу (1959—1961, 1963).

## Життєпис
Народився у місті Берн.
Зайняття боксом розпочав у секції під керівництвом Чарлі Бюлера, прочитавши одну з об'яв, надрукованих у бернських газетах.
У 1959 році виграв свій перший чемпіонат Швейцарії з боксу у напівлегкій вазі. Згодом ще тричі, у 1960, 1961 та 1963 роках, вигравав національну першість.
На літніх Олімпійських іграх 1960 року в Римі (Італія) виступав у змаганнях боксерів напівлегкої ваги. Почергово переміг Вісенте Сальдівара (Мексика) і Хуана Діаса (Чилі). У чвертьфіналі змагань поступився тогочасному чинному чемпіону Європи Єжи Адамскі (Польща).

## Родина
Троє братів Ернста Червета — Фріц, Пауль і Вальтер також були боксерами.